# Stencyl
Stencyl est un outil de développement de jeu vidéo qui permet de créer des jeux vidéo en 2D, à destination d'ordinateurs, de téléphones et du web. Son utilisation globale est gratuite et certaines options sont proposées en supplément payant.

## Fonctionnement
L'utilisation de Stencyl se veut simple et « à la Lego », notamment grâce à une interface intuitive, et évite aux utilisateurs d'avoir recours à des techniques plus avancées telles que l'utilisation de langages informatiques, ni d'être au fait de la programmation informatique pour créer des jeux. Le logiciel exporte des jeux pour iOS, Android, Flash et HTML5.
Des communautés sur Internet proposent des tutoriels sur l'utilisation de Stencyl et permettent aux internautes de présenter, échanger et jouer leurs créations. Le logiciel inclut aussi comme ressources des graphismes qui évitent aux utilisateurs d'avoir la moindre connaissance en graphisme ou en dessin pour créer un jeu. Ils prennent la forme de « tiles », c'est-à-dire de petites images représentant des éléments graphiques isolés (un lit, une fenêtre…), qui sont regroupées sous la forme de grandes images nommées « tilesets ».

## Réception critique
Stencyl est loué pour sa facilité d'utilisation, notamment grâce à son système de glisser-déposer, et pour son adaptabilité au niveau de codage de l'utilisateur. Le site spécialisé Game From Scratch relève cependant que le logiciel atteint vite des problèmes de mémoire, et regrette la  limitation aux jeux en 2D.

## Jeux réalisés surStencyl
Le Metroidvania a succès Hollow Knight fait partie des jeux créés sur Stencyl. C'est sur ce logiciel qu'une première version du jeu est montée et permet de parcourir dans son entièreté le monde de jeu, bien que les graphismes soient encore à l'état d'ébauche ; le développement du jeu se poursuivra cependant finalement avec le logiciel Unity.